# Kazuki Fujita
Kazuki Fujita (藤田 和輝 Fujita Kazuki?), född 19 februari 2001 i Niigata prefektur, är en japansk fotbollsspelare.
Fujita började sin karriär 2019 i Albirex Niigata.